# Campeonato Mundial de Badminton de 1995
O 9º Campeonato Mundial de Badminton foi realizado em Lausanne, Suíça, de 22 a 28 de maio de 1995.

## Local
- Malley Sports Centre

## Medalhistas
| Evento            | Ouro                          | Prata                               | Bronze                            |
| ----------------- | ----------------------------- | ----------------------------------- | --------------------------------- |
| Simples Masculino | Heryanto Arbi                 | Park Sung-woo                       | Poul-Erik Høyer Larsen            |
| Simples Masculino | Heryanto Arbi                 | Park Sung-woo                       | Thomas Stuer-Lauridsen            |
| Simples Feminino  | Ye Zhaoying                   | Han Jingna                          | Susi Susanti                      |
| Simples Feminino  | Ye Zhaoying                   | Han Jingna                          | Bang Soo-hyun                     |
| Duplas Masculinas | Rexy Mainaky e Ricky Subagja  | Jon Holst-Christensen e Thomas Lund | Cheah Soon Kit e Yap Kim Hock     |
| Duplas Masculinas | Rexy Mainaky e Ricky Subagja  | Jon Holst-Christensen e Thomas Lund | Kim Dong-moon e Yoo Yong-sung     |
| Duplas Femininas  | Gil Young-ah e Jang Hye-ock   | Finarsih e Lili Tampi               | Qin Yiyuan e Tang Yongshu         |
| Duplas Femininas  | Gil Young-ah e Jang Hye-ock   | Finarsih e Lili Tampi               | Helene Kirkegaard e Rikke Olsen   |
| Duplas Mistas     | Thomas Lund e Marlene Thomsen | Jens Eriksen e Helene Kirkegaard    | Jan Eric Antonsson e Astrid Crabo |
| Duplas Mistas     | Thomas Lund e Marlene Thomsen | Jens Eriksen e Helene Kirkegaard    | Liu Jianjun e Ge Fei              |

## Resultados

### Simples Masculino
|  | Quartas de final       | Quartas de final       | Quartas de final | Quartas de final | Quartas de final |  |  | Semifinais | Semifinais | Semifinais | Semifinais | Semifinais |  |  | Final         | Final | Final | Final | Final |
|  |                        |                        |                  |                  |                  |  |  |            |            |            |            |            |  |  |               |       |       |       |       |
|  | Heryanto Arbi          |                        |                  |                  |                  |  |  |            |            |            |            |            |  |  |               |       |       |       |       |
|  | Joko Suprianto         |                        |                  |                  |                  |  |  |            |            |            |            |            |  |  |               |       |       |       |       |
|  |                        | Heryanto Arbi          |                  |                  |                  |  |  |            |            |            |            |            |  |  |               |       |       |       |       |
|  |                        |                        |                  |                  |                  |  |  |            |            |            |            |            |  |  |               |       |       |       |       |
|  |                        | Poul-Erik Høyer Larsen |                  |                  |                  |  |  |            |            |            |            |            |  |  |               |       |       |       |       |
|  | Poul-Erik Høyer Larsen |                        |                  |                  |                  |  |  |            |            |            |            |            |  |  |               |       |       |       |       |
|  |                        |                        |                  |                  |                  |  |  |            |            |            |            |            |  |  |               |       |       |       |       |
|  | Hermawan Susanto       |                        |                  |                  |                  |  |  |            |            |            |            |            |  |  |               |       |       |       |       |
|  |                        |                        |                  |                  |                  |  |  |            |            |            |            |            |  |  | Heryanto Arbi |       |       |       |       |
|  |                        |                        | Park Sung-woo    |                  |                  |  |  |            |            |            |            |            |  |  |               |       |       |       |       |
|  | Alan Budi Kusuma       |                        |                  |                  |                  |  |  |            |            |            |            |            |  |  |               |       |       |       |       |
|  | Park Sung-woo          |                        |                  |                  |                  |  |  |            |            |            |            |            |  |  |               |       |       |       |       |
|  |                        | Park Sung-woo          |                  |                  |                  |  |  |            |            |            |            |            |  |  |               |       |       |       |       |
|  |                        |                        |                  |                  |                  |  |  |            |            |            |            |            |  |  |               |       |       |       |       |
|  |                        | Thomas Stuer-Lauridsen |                  |                  |                  |  |  |            |            |            |            |            |  |  |               |       |       |       |       |
|  | Rashid Sidek           |                        |                  |                  |                  |  |  |            |            |            |            |            |  |  |               |       |       |       |       |
|  |                        |                        |                  |                  |                  |  |  |            |            |            |            |            |  |  |               |       |       |       |       |
|  | Thomas Stuer-Lauridsen |                        |                  |                  |                  |  |  |            |            |            |            |            |  |  |               |       |       |       |       |

## Quadro de Medalhas
| Pos | País          | Ouro | Prata | Bronze | Total |
| --- | ------------- | ---- | ----- | ------ | ----- |
| 1   | Indonésia     | 2    | 1     | 1      | 4     |
| 2   | Dinamarca     | 1    | 2     | 3      | 6     |
| 3   | China         | 1    | 1     | 2      | 4     |
| 3   | Coreia do Sul | 1    | 1     | 2      | 4     |
| 5   | Malásia       | 0    | 0     | 1      | 1     |
| 5   | Suécia        | 0    | 0     | 1      | 1     |

## Ligações Externas
- BWF Results